# Lista de vereadores de Braço do Norte
Esta é a lista de vereadores de Braço do Norte, município brasileiro do estado de Santa Catarina.
A Câmara Municipal de Braço do Norte é composta por 11 vereadores.

## 16ª Legislatura (2021–2024)
Estes são os vereadores eleitos nas eleições de 15 de novembro de 2020, pelo período de 1° de janeiro de 2021 a 31 de dezembro de 2024:
|    | Nome                                                                                 | Partido                                | Votos | %    | Observações |
| -- | ------------------------------------------------------------------------------------ | -------------------------------------- | ----- | ---- | ----------- |
| 1  | Nivea Willemann Rocha, Professora Nivea (01 a 06.2021) (Braço do Norte, 13.10.1983–) | Partido Social Democrático (PSD)       | 1.034 | 5,44 | 1º mandato  |
| 2  | Allan Lopes Prudêncio (2022) (Braço do Norte, 05.08.1992–)                           | Progressistas (PP)                     | 963   | 5,06 | 1º mandato  |
| 3  | Marcos Antônio Pereira de Souza (Braço do Norte, 17.07.1977–)                        | Partido Social Democrático (PSD)       | 817   | 4,30 | 1º mandato  |
| 4  | Rogério Uliano Rohden, Rogerinho Timeca Garçom (Braço do Norte, 17.12.1976–)         | Progressistas (PP)                     | 798   | 4,20 | 1º mandato  |
| 5  | Fellipi Fernandes, Fillippi Mui (Braço do Norte, 25.01.1990–)                        | Partido Social Democrático (PSD)       | 653   | 3,43 | 2º mandato  |
| 6  | Reginaldo Demétrio, Regi Mecânico (Braço do Norte, 11.04.1970–)                      | Progressistas (PP)                     | 651   | 3,42 | 1º mandato  |
| 7  | Vânio de Oliveira, Vaninho (Braço do Norte, 09.03.1984–)                             | Progressistas (PP)                     | 629   | 3,31 | 1º mandato  |
| 8  | Marcos Vieira, Marquinhos do Seu Niga (Braço do Norte, 25.11.1977–)                  | Movimento Democrático Brasileiro (MDB) | 582   | 3,06 | 1º mandato  |
| 9  | Elton Heidemann, da Gráfica (Braço do Norte, 10.01.1974–)                            | Partido Social Democrático (PSD)       | 568   | 2,99 | 2º mandato  |
| 10 | Rafael Marcelino Borgert (06 a 12.2021) (Braço do Norte, 02.11.1992–)                | Partido Social Democrático (PSD)       | 549   | 2,89 | 2º mandato  |
| 11 | Michell Fernandes Sombrio (Braço do Norte, 07.11.1981–)                              | Movimento Democrático Brasileiro (MDB) | 539   | 2,83 | 1º mandato  |

## 15ª Legislatura (2017–2020)
Estes são os vereadores eleitos nas eleições de 2 de outubro de 2016, pelo período de 1° de janeiro de 2017 a 31 de dezembro de 2020:
|    | Nome                                                                                               | Partido                                            | Votos | %    | Observações                                   |
| -- | -------------------------------------------------------------------------------------------------- | -------------------------------------------------- | ----- | ---- | --------------------------------------------- |
| 1  | Israel de Souza Machado (Orleans, 01.04.1979–)                                                     | Partido do Movimento Democrático Brasileiro (PMDB) | 1.211 | 6,09 | 1º mandato                                    |
| 2  | José Ricardo Medeiros (03 a 10.2020) (Lages, 13.02.1977–)                                          | Partido Social Democrático (PSD)                   | 980   | 4,93 | 1º mandato Licenciado                         |
| 3  | Carmelina da Silva Rossi, Nina da Saúde (Braço do Norte, 26.04.1947–)                              | Partido do Movimento Democrático Brasileiro (PMDB) | 974   | 4,90 | 1º mandato                                    |
| 4  | Soraya Michels Richter (2018) e (10 a 12.2020) (Braço do Norte, 29.09.1971–)                       | Partido da Social Democracia Brasileira (PSDB)     | 918   | 4,62 | 2º mandato                                    |
| 5  | Arlete Ramos (Taió, 24.01.1962–)                                                                   | Partido Progressista (PP)                          | 906   | 4,56 | 2º mandato                                    |
| 6  | Jacinto Orben Perin (01 a 09.2019) (Grão-Pará, 06.09.1965–)                                        | Partido Social Democrático (PSD)                   | 848   | 4,26 | 1º mandato                                    |
| 7  | Maria da Silva Kulkamp (2017) (Armazém, 26.08.1965–)                                               | Partido Progressista (PP)                          | 811   | 4,08 | 3º mandato                                    |
| 8  | Roberto Loch Roling, Beto da Patrola (Braço do Norte, 26.04.1968–)                                 | Partido do Movimento Democrático Brasileiro (PMDB) | 777   | 3,91 | 1º mandato                                    |
| 9  | Roberto Kindermann (Braço do Norte, 06.03.1956–)                                                   | Partido Social Democrático (PSD)                   | 722   | 3,63 | 1º mandato                                    |
| 10 | Celso Onei da Silva Martins, Torrado (09 a 12.2019) e (01 a 03.2020) (Braço do Norte, 08.12.1968–) | Partido Trabalhista Brasileiro (PTB)               | 683   | 3,43 | 1º mandato                                    |
| 11 | Rafael Marcelino Borgert (Braço do Norte, 02.11.1992–)                                             | Partido Social Democrático (PSD)                   | 513   | 2,58 | 1º mandato                                    |
| —  | Fillippi Fernandes, Mui (Braço do Norte, 25.01.1990–)                                              | Partido Progressista (PP)                          | 430   | 2,16 | 1º mandato Assumiu em 14.05.2018              |
| —  | Mário Jorge Danielski (Braço do Norte, 07.12.1972–)                                                | Partido Social Democrático (PSD)                   | 425   | 2,14 | 2º mandato Assumiu em 13.02.2017              |
| —  | Elton Heidemann, da Gráfica (Braço do Norte, 10.10.1974–)                                          | Partido Social Democrático (PSD)                   | 366   | 1,84 | 1º mandato                                    |
| —  | Edélcio Schuelter Boeing, Deco (Braço do Norte, 21.12.1971–)                                       | Partido Social Democrático (PSD)                   | 310   | 1,56 | 1º mandato Assumiu em 07.05.2018, por 30 dias |
| —  | Anselmo de Bona, Debona (São Ludgero, 27.01.1964–)                                                 | Partido Social Democrático (PSD)                   | 215   | 1,08 | 1º mandato Assumiu em 07.05.2018, por 30 dias |

## 14ª Legislatura (2013–2016)
Estes são os vereadores eleitos nas eleições de 7 de outubro de 2012, pelo período de 1° de janeiro de 2013 a 31 de dezembro de 2016:
|    | Nome                                                              | Partido                                            | Votos | %    | Observações |
| -- | ----------------------------------------------------------------- | -------------------------------------------------- | ----- | ---- | ----------- |
| 1  | Emerson Machado Fernandes, (Mano) (2016) (São Paulo, 27.09.1983–) | Partido do Movimento Democrático Brasileiro (PMDB) | 996   | 5,12 | 1º mandato  |
| 2  | Roberto Kuerten Marcelino (Braço do Norte, 13.04.1983–)           | Partido Social Democrático (PSD)                   | 960   | 4,94 | 1º mandato  |
| 3  | Maria da Silva Kulkamp (Armazém, 26.08.1965–)                     | Partido Progressista (PP)                          | 823   | 4,23 | 2º mandato  |
| 4  | Ademir Schmoeller (2013-2014) (Rio Fortuna, 06.12.1961–)          | Partido Progressista (PP)                          | 820   | 4,22 | 2º mandato  |
| 5  | Soraya Michels (Braço do Norte, 29.09.1971–)                      | Partido da Social Democracia Brasileira (PSDB)     | 778   | 4,00 | 1º mandato  |
| 6  | Mário Jorge Danielski (2015) (Braço do Norte, 07.12.1963–)        | Partido Social Democrático (PSD)                   | 661   | 3,40 | 1º mandato  |
| 7  | Jordão Walter Santana (Gravatal, 01.04.1963–)                     | Partido Progressista (PP)                          | 652   | 3,35 | 2º mandato  |
| 8  | Pedro Pereira Vicente, Torneiro (Araranguá, 15.10.1956–)          | Partido do Movimento Democrático Brasileiro (PMDB) | 640   | 3,29 | 1º mandato  |
| 9  | Arlete Ramos (Taió, 24.01.1962–)                                  | Partido Progressista (PP)                          | 626   | 3,22 | 1º mandato  |
| 10 | Cleia Demétrio Pereira (Braço do Norte, 30.12.1972–)              | Partido do Movimento Democrático Brasileiro (PMDB) | 621   | 3,19 | 1º mandato  |
| 11 | Valberto Wiggers Michels (Braço do Norte, 24.11.1963–)            | Partido dos Trabalhadores (PT)                     | 485   | 2,49 | 1º mandato  |

## 13ª Legislatura (2009–2012)[4]
Estes são os vereadores eleitos nas eleições de 5 de outubro de 2008, pelo período de 1° de janeiro de 2009 a 31 de dezembro de 2012:
|   | Nome                                                                                 | Partido                                            | Votos | %    | Observações |
| - | ------------------------------------------------------------------------------------ | -------------------------------------------------- | ----- | ---- | ----------- |
| 1 | Antônio Bittencourt de Souza, Toninho da Cabana (Braço do Norte, 06.04.1952–)        | Democratas (DEM)                                   | 1.104 | 6,20 | 1º mandato  |
| 2 | Lauro Beckhauser, do Travessão (Braço do Norte, 17.08.1962–)                         | Partido do Movimento Democrático Brasileiro (PMDB) | 1.020 | 5,73 | 2º mandato  |
| 3 | Salésio Meurer (Grão-Pará, 24.01.1952–)                                              | Partido da Social Democracia Brasileira (PSDB)     | 978   | 5,49 | 2º mandato  |
| 4 | Nivaldo Irineu Ricken, do Pinheiral (Braço do Norte, 28.12.1962–)                    | Partido do Movimento Democrático Brasileiro (PMDB) | 894   | 5,02 | 1º mandato  |
| 5 | Ronaldo Fornazza (16.03-31.12.2009)                                                  | Democratas (DEM)                                   | 882   | 4,95 | 2º mandato  |
| 6 | Laércio José Michels Júnior (01-03.2009), (01-10.2010) (Braço do Norte, 13.08.1981–) | Partido da Social Democracia Brasileira (PSDB)     | 859   | 4,82 | 1º mandato  |
| 7 | Jordão Walter Santana (11.2010-2012) (Gravatal, 01.04.1963–)                         | Partido Progressista (PP)                          | 751   | 4,22 | 1º mandato  |
| 8 | Maria da Silva Kulkamp (Armazém, 26.08.1965–)                                        | Partido Progressista (PP)                          | 599   | 3,36 | 1º mandato  |
| 9 | Cléber Manoel da Silva (Braço do Norte, 08.10.1980)                                  | Partido Progressista (PP)                          | 530   | 2,97 | 1º mandato  |

## 12ª Legislatura (2005–2008)
Estes são os vereadores eleitos nas eleições de 3 de outubro de 2004, pelo período de 1° de janeiro de 2005 a 31 de dezembro de 2008:
|   | Nome                                                                       | Partido                                            | Votos | %    | Observações |
| - | -------------------------------------------------------------------------- | -------------------------------------------------- | ----- | ---- | ----------- |
| 1 | Ronaldo Fornazza                                                           | Partido Progressista (PP)                          | 1.140 | 6,81 | 1º mandato  |
| 2 | Ademir Schmoller (01.11.2007-01.09.2008) (Braço do Norte, 06.12.1961–)     | Partido Progressista (PP)                          | 1.076 | 6,42 | 1º mandato  |
| 3 | José Eduardo Cláudio, Dado (2006) (Canoas, 11.08.1958–)                    | Partido do Movimento Democrático Brasileiro (PMDB) | 957   | 5,71 | 1º mandato  |
| 4 | Lauro Beckhauser, Travessão (09-12.2008) (Santa Rosa de Lima, 17.08.1962–) | Partido do Movimento Democrático Brasileiro (PMDB) | 858   | 5,12 | 1º mandato  |
| 5 | Venício Albino Bittencourt, Cabeleireiro (Braço do Norte, 14.04.1971–)     | Partido Popular Socialista (PPS)                   | 810   | 4,84 | 1º mandato  |
| 6 | Moisés Avelino Nazário (Braço do Norte, 14.08.1952–)                       | Partido Progressista (PP)                          | 757   | 4,52 | 3º mandato  |
| 7 | Maria Vanilda Tenfen Peron (Braço do Norte, 18.06.1957–)                   | Partido Progressista (PP)                          | 710   | 4,24 | 2º mandato  |
| 8 | Luzimar Torres, Alemão do Fórum (2005) (Braço do Norte, 13.03.1961–)       | Partido do Movimento Democrático Brasileiro (PMDB) | 663   | 3,96 | 2º mandato  |
| 9 | Salésio Meurer (01-10.2007) (Grão-Pará, 24.01.1952–)                       | Partido da Social Democracia Brasileira (PSDB)     | 525   | 3,13 | 1º mandato  |

| Legislatura       | Vereador                                                  | Partido / Biografia |
| ----------------- | --------------------------------------------------------- | --- |
| 11ª (2001 — 2004) | Luzimar Torres, Alemão do Fórum                           | PMDB / Braço do Norte, 13 de março de 1961 |
| 11ª (2001 — 2004) | Maria Edna Souza Michels                                  | PFL / Grão-Pará, 8 de dezembro de 1947 |
| 11ª (2001 — 2004) | Maristela da Cunha Cardoso                                | PPB / Ver 10ª legislatura |
| 11ª (2001 — 2004) | Joaci Nunes, Furão (2001-2002)                            | PMDB / Ver 5ª legislatura |
| 11ª (2001 — 2004) | Mauro Philippi (2003-11.2004)                             | PMDB / Ver 8ª legislatura |
| 11ª (2001 — 2004) | Maria Vanilda Tenfen Peron                                | PSDB / Braço do Norte |
| 11ª (2001 — 2004) | Moisés Avelino Nazário (12.2004)                          | PPB / Ver 10ª legislatura |
| 11ª (2001 — 2004) | Genoir Mota de Souza                                      | PSDB / Ver 10ª legislatura |
| 11ª (2001 — 2004) | Enerzon Xuxa Harger, Chucha                               | PPB |
| 11ª (2001 — 2004) | Lauro Schlickmann                                         | PPB / Grão-Pará, 16 de julho de 1942 |
| 11ª (2001 — 2004) | Airton Meurer                                             | PFL / Braço do Norte, 14 de outubro de 1954 |
| 10ª (1997 — 2000) | Benício Rohling                                           | PMDB / Ver 8ª legislatura |
| 10ª (1997 — 2000) | Bertilo Borba (1997-10.2000)                              | PMDB / Ver 9ª legislatura |
| 10ª (1997 — 2000) | Laércio Michels                                           | PFL |
| 10ª (1997 — 2000) | Maristela da Cunha Cardoso                                | PPB / Braço do Norte, 23 de outubro de 1947. Filha de José Boaventura da Cunha e Lidvina Uliano da Cunha.                                                                                       |
| 10ª (1997 — 2000) | Evaristo Rech (10-12.2000)                                | PFL / São Martinho, 15 de outubro de 1960. Filho de Gabriel Rech e Ermelinda Cecília Rech. |
| 10ª (1997 — 2000) | Mauro Philippi                                            | PMDB / Ver 8ª legislatura |
| 10ª (1997 — 2000) | Genoir Mota de Souza                                      | PPB / Braço do Norte, 6 de dezembro de 1955. Filho de Olindino Querino de Souza e Rosa Mota de Souza.                                                                                           |
| 10ª (1997 — 2000) | Romário Miguel Adão Pereira                               | PMDB / Braço do Norte, 29 de setembro de 1963. Filho de Saul Sombrio Pereira e Maria Odete Adão Pereira.                                                                                        |
| 10ª (1997 — 2000) | Valnise Irene Werner Felippe                              | PPB / Braço do Norte, 20 de agosto de 1958. Filha de Osmar Pedro Werner e Maria Schlickmann Werner.                                                                                             |
| 10ª (1997 — 2000) | Moisés Avelino Nazário                                    | PPB / Braço do Norte, 14 de agosto de 1952. Filho de Avelino Nazário e Laura Bittencourt Nazário.                                                                                               |
| 10ª (1997 — 2000) | Nicolau Maia Machado                                      | PMDB / Ver 8ª legislatura |
| 9ª (1993 — 1996)  | Alzira Boing Schuroff                                     | Ver 8ª legislatura |
| 9ª (1993 — 1996)  | Arley José Felippe                                        | Orleans, 16 de março de 1950. Filho de Tobias Felippe e Tereza Warmling Felippe. Industrial. |
| 9ª (1993 — 1996)  | Benício Rohling                                           | Ver 8ª legislatura |
| 9ª (1993 — 1996)  | Bertilo Borba                                             | Rio Fortuna, 3 de janeiro de 1960. Filho de Astrogildo Borba e Ernestina da Silva Borba. |
| 9ª (1993 — 1996)  | Cazusa Gerônimo Santana                                   | Ver 7ª legislatura |
| 9ª (1993 — 1996)  | Claudeci Fernandes de Mello (1993-1994)                   | Laguna, 13 de janeiro de 1949. Filho de Arnaldo Vieira de Mello e Albertina Fernandes de Mello.                                                                                                 |
| 9ª (1993 — 1996)  | Lourivaldo Paulo da Rosa (1995-1996)                      | Braço do Norte, 5 de agosto de 1944 — 6 de novembro de 1999. Filho de Paulo Rafael da Rosa e Maria Alves da Rosa.                                                                               |
| 9ª (1993 — 1996)  | Luís Soethe                                               | São Ludgero, 26 de fevereiro de 1955. Filho de Martinho Soethe e Elizabeth Schlickmann Soethe.                                                                                                  |
| 9ª (1993 — 1996)  | Pedro Paulo Machado da Silva                              | Braço do Norte, 29 de junho de 1959. Filho de Almir da Silva e Ângela Machado da Silva. |
| 9ª (1993 — 1996)  | Silvestre Della Giustina                                  | Braço do Norte, 20 de junho de 1945 — 8 de abril de 1998. Filho de Fioravante Della Giustina e Lúcia Schulter Della Giustina.                                                                   |
| 9ª (1993 — 1996)  | Wilson Cardoso                                            | Ver 6ª legislatura |
| 8ª (1989 — 1992)  | Alzira Boing Schuroff                                     | Braço do Norte, 25 de julho de 1946. Filha de João Boeing e Leopoldina Schmidt Boeing. |
| 8ª (1989 — 1992)  | Benício Rohling                                           | Braço do Norte, 11 de dezembro de 1946. Filho de João Geraldo Rohling e Cecília Pereira Rohling.                                                                                                |
| 8ª (1989 — 1992)  | Cazusa Gerônimo Santana                                   | Ver 7ª legislatura |
| 8ª (1989 — 1992)  | Enerzon Xuxa Harger (1989-1990)                           | |
| 8ª (1989 — 1992)  | José Irineu de Souza (1991-1992)                          | Braço do Norte, 4 de junho de 1941. Filho de Irineu Olivério de Souza e Izolina Francisca de Souza.                                                                                             |
| 8ª (1989 — 1992)  | Martinho Guilherme Oenning                                | Braço do Norte, 25 de janeiro de 1941. Filho de Guilherme Gustavo Oenning e Alvina Schulter Oenning.                                                                                            |
| 8ª (1989 — 1992)  | Mauro Philippi                                            | Braço do Norte, 17 de agosto de 1963. Filho de Arlindo Philippi e Nair Angelina Philippi. |
| 8ª (1989 — 1992)  | Nicolau Maia Machado                                      | Gravatal, 6 de abril de 1937. Filho de Manuel Pedro Maia e Maria Machado Maia. |
| 8ª (1989 — 1992)  | Valentin Brognara                                         | Orleans, 7 de março de 1930. Filho de Luís Brognara e Amélia Mara Brognara. Agricultor. |
| 7ª (1983 — 1988)  | Arlindo Philippi                                          | Ver 4ª legislatura |
| 7ª (1983 — 1988)  | Cazusa Jerônimo Santana                                   | Braço do Norte, 24 de outubro de 1933 — 29 de outubro de 2018. Filho de Jerônimo Manuel Santana e Josina Fernandes Santana.                                                                     |
| 7ª (1983 — 1988)  | Dorvalino Della Giustina                                  | Braço do Norte, 14 de julho de 1932. Filho de Antônio Della Giustina e Natália Becker Della Giustina.                                                                                           |
| 7ª (1983 — 1988)  | Francisco Generaldo de Oliveira                           | Ver 5ª legislatura |
| 7ª (1983 — 1988)  | José João Sombrio Pereira (1983-1984)                     | Braço do Norte, 27 de março de 1942 — 7 de fevereiro de 2005. Filho de Lindolfo João Pereira e Dolores Sombrio Pereira.                                                                         |
| 7ª (1983 — 1988)  | Jorge Luiz Koch (1985-1986)                               | Braço do Norte, 10 de maio de 1957. Filho de Onílio Koch e Nely Uliano Koch. Advogado. |
| 7ª (1983 — 1988)  | Sérgio Jorge Buss                                         | Braço do Norte, 28 de março de 1953. Filho de Jorge Buss e Rufina Oenning Buss. |
| 7ª (1983 — 1988)  | Vitor Wiggers (1987-1988)                                 | Braço do Norte, 19 de agosto de 1957 — 9 de dezembro de 1999. Filho de Francisco Bernardo Wiggers e Hilda Oenning Wiggers.                                                                      |
| 7ª (1983 — 1988)  | Zeldevindemar Perraro                                     | |
| 6ª (1977 — 1983)  | Aloísio Oenning                                           | Braço do Norte, 28 de março de 1939 — Brasília, 3 de abril de 1987. Filho de Guilherme Oenning e Alvina Schulter Oenning.                                                                       |
| 6ª (1977 — 1983)  | Francisco Generaldo de Oliveira (1977-1978) e (1981-1982) | Ver 5ª legislatura |
| 6ª (1977 — 1983)  | Francisco Júlio Marcelino                                 | Braço do Norte, 2 de abril de 1925. Filho de Júlio João Marcelino e Izabel Ana Lessa. |
| 6ª (1977 — 1983)  | José Kuerten                                              | Braço do Norte, 12 de janeiro de 1927. Filho de Jorge Frederico Kuerten e Crescência Soethe Kuerten.                                                                                            |
| 6ª (1977 — 1983)  | Lindolfo Wiggers                                          | Braço do Norte, 21 de maio de 1936. Filho de Jacó Wiggers e Ana Rohling Wiggers. |
| 6ª (1977 — 1983)  | Valdira Wessler Soethe                                    | São Ludgero, 15 de outubro de 1933 — 4 de fevereiro de 1996. Filha de Francisco Wessler e Adélia Zanelatto Wessler.                                                                             |
| 6ª (1977 — 1983)  | Walter Azevedo                                            | Ver 2ª legislatura |
| 6ª (1977 — 1983)  | Wilson Cardoso                                            | Braço do Norte, 30 de outubro de 1946. Filho de Francisco João Cardoso e Joana Volpato Cardodo.                                                                                                 |
| 6ª (1977 — 1983)  | Zeldevindemar Perraro (1979-1980)                         | |
| 5ª (1973 — 1977)  | Celso Kindermann (1975-1976)                              | |
| 5ª (1973 — 1977)  | Daniel Brüning (1973)                                     | |
| 5ª (1973 — 1977)  | Dilmo Prá                                                 | Braço do Norte, 27 de junho de 1933. Filho de Zacarias João Prá e Adília Sacheti Prá. |
| 5ª (1973 — 1977)  | Francisco Generaldo de Oliveira (1973-1974)               | Braço do Norte, 24 de março de 1922 — Florianópolis, 4 de julho de 1993. Filho de Generaldo João de Oliveira e Idalina Ferreira. Mais conhecido como Seu Chiquinho.                             |
| 5ª (1973 — 1977)  | Joaci Nunes                                               | Braço do Norte, 29 de agosto de 1950. Filho de João Heleodoro Nunes e Euclídia de Melo Nunes.                                                                                                   |
| 5ª (1973 — 1977)  | Olindo Carboni                                            | Pedras Grandes, 17 de fevereiro de 1919 — 31 de março de 1996. Filho de Joaquim Carboni e Vitória Carboni.                                                                                      |
| 5ª (1973 — 1977)  | Tarcísio Buss                                             | Braço do Norte, 29 de fevereiro de 1944. Filho de Jorge Buss e Rufina Oenning Buss. |
| 5ª (1973 — 1977)  | Valdino Ricken                                            | Rio Fortuna, 26 de outubro de 1944. Filho de Gregório Ricken e Ana Rech Ricken. |
| 5ª (1973 — 1977)  | Vanildo Danielski                                         | Braço do Norte, 12 de junho de 1941. Filho de Eduardo José Danielski e Augusta Aguiar Danielski.                                                                                                |
| 4ª (1970 — 1973)  | Arlindo Philippi                                          | Braço do Norte, 11 de abril de 1936 — Tubarão, 11 de agosto de 1997. Filho de Pedro Philippi e Matilde Francisca Niehues Philippi.                                                              |
| 4ª (1970 — 1973)  | Celso Wiggers (1971)                                      | Braço do Norte, 15 de outubro de 1941. Filho de Rodolfo Wiggers e Gertrudes Kniess Wiggers. |
| 4ª (1970 — 1973)  | Daniel Brüning                                            | |
| 4ª (1970 — 1973)  | Enerzon Xuxa Harger                                       | |
| 4ª (1970 — 1973)  | José Estevão de Arruda (1969-1970) e (1972)               | Pelotas, 26 de dezembro de 1901 — 22 de julho de 1992. Filho de João B. A. de Arruda e Maria C. P. de Arruda.                                                                                   |
| 4ª (1970 — 1973)  | Laércio Michels                                           | ARENA |
| 4ª (1970 — 1973)  | Silvestre Warmling                                        | Ver 3ª legislatura |
| 4ª (1970 — 1973)  | José Jerônimo da Silva                                    | Pedras Grandes, 12 de outubro de 1924 — 23 de julho de 1992. Filho de Manuel Jerônimo da Silva e Maria Tomásia da Silva. Dentista prático, foi mais conhecido como Zequinha Dentista.           |
| 3ª (1966 — 1969)  | Ambrósio Volpato (1967)                                   | |
| 3ª (1966 — 1969)  | Bento Joaquim Rogério                                     | Imaruí, 24 de julho de 1917 — 21 de dezembro de 1979. Filho de Joaquim Regério e Perpétua Amândio de Freitas Rogério.                                                                           |
| 3ª (1966 — 1969)  | Fredolino Kuerten (1965)                                  | |
| 3ª (1966 — 1969)  | Olga Horn de Arruda (1968)                                | |
| 3ª (1966 — 1969)  | Pedro Philippi                                            | Nova Veneza, 24 de junho de 1888 — 27 de abril de 1981. Filho de Henrique Philippi e Isabel D. Philippi.                                                                                        |
| 3ª (1966 — 1969)  | Roberto Oenning (1965-1966)                               | Braço do Norte, 30 de março de 1930 — 14 de dezembro de 2004. Filho de Guilherme Oenning e Alvina Schulter Oenning.                                                                             |
| 3ª (1966 — 1969)  | Silvestre Warmling                                        | Imaruí, 2 de abril de 1927 — 20 de janeiro de 1992. Filho de Matias Warmling e Bernardina Eing Warmling.                                                                                        |
| 3ª (1966 — 1969)  | Turíbio Schmidt                                           | |
| 2ª (1961 — 1965)  | Daniel Brüning                                            | |
| 2ª (1961 — 1965)  | Gregório Niehues                                          | São Ludgero, 10 de julho de 1927 — Curitiba, 5 de setembro de 1995. Filho de Adolfo Niehues e Tereza Becker Niehues.                                                                            |
| 2ª (1961 — 1965)  | Guilherme Daufenbach (1964)                               | |
| 2ª (1961 — 1965)  | Olga Horn de Arruda                                       | |
| 2ª (1961 — 1965)  | Raulino de Pieri                                          | Tubarão, 5 de agosto de 1926. Filho de Alexandre de Pieri e Otília Marghotti de Pieri. |
| 2ª (1961 — 1965)  | Turíbio Schmidt (1961-1962)                               | |
| 2ª (1961 — 1965)  | Walter Azevedo (1962-1963)                                | Biguaçu, 30 de abril de 1933. Filho de Hipólito Azevedo e Iva Oliveira Azevedo. |
| 1ª (1956 — 1960)  | Adolfo Boeing (1957-1958)                                 | Braço do Norte, 18 de abril de 1914 — Rio Fortuna,14 de março de 1996. Filho de Germano Bernardo Boeing e Josefina Wiggers Boeing. Foi prefeito provisório de Rio Fortuna e Santa Rosa de Lima. |
| 1ª (1956 — 1960)  | Augusto Becker                                            | Grão-Pará, 20 de maio de 1910 — 22 de maio de 1999. Filho de Jacó Becker e Verônica Meurer Becker.                                                                                              |
| 1ª (1956 — 1960)  | Daniel Brüning (1956-1957), (1958-1959)                   | |
| 1ª (1956 — 1960)  | José Francisco Schmidt                                    | Braço do Norte, 30 de março de 1925. Filho de Antônio Schmidt e Joana Assing Schmidt. |
| 1ª (1956 — 1960)  | Olga Horn de Arruda (1959-1960)                           | |
| 1ª (1956 — 1960)  | Roberto João Tenfen                                       | Rio Fortuna, 23 de setembro de 1912 — 4 de fevereiro de 2004. Filho de João Geraldo Tenfen e Ema Meurer Tenfen.                                                                                 |
| 1ª (1956 — 1960)  | Turíbio Schmidt (1960)                                    | |

## Legenda
| Cor  | Significado          |
| Bege | Presidente da Câmara |
| Azul | Suplente             |